# Allium longiradiatum
Allium longiradiatum — вид рослин з родини амарилісових (Amaryllidaceae); поширений у Казахстані й Узбекистані.

## Поширення
Поширений у Казахстані й Узбекистані.